# Lupstein
Lupstein är en kommun i departementet Bas-Rhin i regionen Grand Est (tidigare regionen Alsace) i nordöstra Frankrike. Kommunen ligger i kantonen Saverne som tillhör arrondissementet Saverne. År 2022 hade Lupstein 826 invånare.

## Befolkningsutveckling
Antalet invånare i kommunen Lupstein
| Referens: INSEE |